# Communauté juive de Tivoli

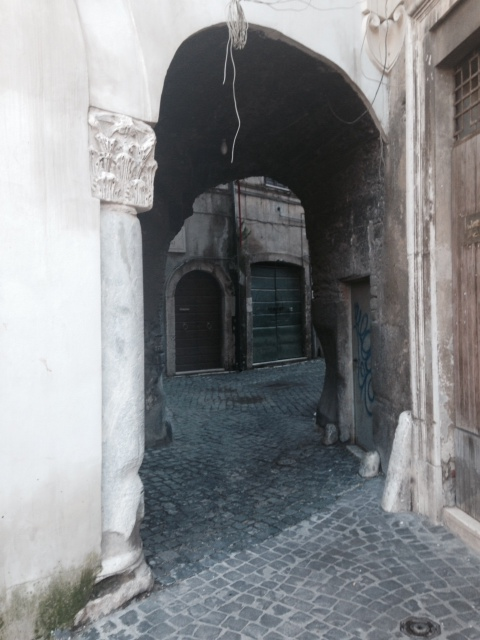
Vicolo dei Granai qui termine dans la piazza Palatina, ancienne porte du ghetto juif de Tivoli.

Les premières attestations de la présence d'une communauté juive à Tivoli, dans la province de Rome, en Italie, remontent à 1305. Leur activité principale est alors la médecine. Parmi les personnalités les plus connues de cette communauté peuvent être citées le médecin Elia di Sabato et le physicien Solomone. 
Sous le pontificat d'Urbain VI, il existe une synagogue à Tivoli, qui se trouve à proximité de couvent des Dominicains. Durant cette époque, la communauté s'est accrue. La municipalité jugeant que le comportement agité de certains membres de la communauté peut troubler l'ordre public, prend la résolution le 3 juillet 1389 de faire porter à ces derniers une cape rouge sur les épaules pour les démarquer des autres citoyens, sous peine de se voir confisquer leurs biens en cas d'infraction. 
Les nombreux manuscrits du XVe siècle présents dans les bibliothèques attestent du niveau culturel alors atteint par la communauté.
Tivoli est le siège d'une réunion de représentants des  communautés juives italiennes pour discuter des lois anti-juives adoptées par le concile de Bâle (1431-1449).
Le cimetière juif était situé au lieu-dit de Magnano, à trois kilomètres du centre-ville le long de la via Tiburtina. Plus récemment[Quand ?], les archives indiquent que le cimetière se trouve près de la Rocca Pia. Selon les sources la synagogue était située dans la zone située entre la via Palatina et vicolo dei Granai, naguère connu sous le nom « ruelle des Juifs ». L'édifice, constitué de divers bâtiments d'époques différentes, a été finalement détruit en 1937 pour développer la via Palatina.
Le ghetto juif était fermé par deux portes sous la voûte du portique médiéval, au début de la piazza Palatine, et l'autre à la fin du vicolo dei Granai sur la via Palatina. 
Dans l'église San Silvestro se trouve une fresque du XIIe siècle représentant un groupe de Juifs impliqués dans le différend qui a eu lieu en 315, avec l'évêque Sylvestre.